# François-Léonor de Tournély
François-Léonor de Tournély (Laval, 21 gennaio 1767 – Hagenbrunn, 9 luglio 1797) è stato un presbitero francese, fondatore della Società dei Padri del Sacro Cuore.

## Biografia
Alunno del seminario parigino di San Sulpizio, dopo lo scoppio della Rivoluzione francese si rifugiò in Belgio e l'8 maggio 1794 a Eegenhoven, presso Lovanio, assieme a Charles de Broglie, diede inizio alla società dei Padri del Sacro Cuore. Benché l'intuizione iniziale fosse stata di de Broglie, fu Tournély ad assumere la guida della congregazione.
Grazie alla protezione di Clemente Venceslao di Sassonia, vescovo di Augusta, la comunità di Tournély poté stabilire delle sedi in Baviera (prima a Leitershofen, poi a Göggingen). Colpito dal vaiolo, morì nel 1797.